# 에밀 루베
에밀 루베(Émile Loubet)는 1838년 12월 30일 마르산에서 태어나 1929년 12월 20일 몽텔리마르에서 사망한 프랑스의 정치인으로, 1899년 2월 18일부터 1906년 2월 18일까지 프랑스 대통령에 재임하였다.
웅변에 매우 능한 변호사였던 루베는 1876년 드롬 지역구 하원의원으로 선출되었다. 루베는 공공사업부 장관직을 맡았으며, 이후 1892년 2월부터 11월까지는 국무회의 의장에 재임하는 동시에 내무장관직을 맡기도 하였으나, 파나마 운하 스캔들로 말미암아 의장직에서 물러났다. 그러나 루베는 리보 내각 1기까지 내무장관으로 계속 재임하다가 이후 상원의원으로 선출되고 나서 1896년에는 상원의장이 되었다.
전 대통령 펠릭스 포르가 갑작스레 사망한 1899년, 에밀 루베는 대통령에 당선되었다. 대통령 임기 동안 일어난 대표적인 사건에는 드레퓌스 사건의 원만한 해결(1899년), 파리 만국박람회의 성공적 개최(1900년), 영불 평화협상 체결(1904년), 정교분리 실현(1905년) 등이 있다. 7년의 임기를 마친 루베는 1906년 1월 퇴임하며 동시에 정계에서도 은퇴했다.

## 생애

### 생애 초반
1838년 12월 30일 태어난 에밀 프랑수아 루베는 오귀스탱 루베(1808-1882)와 마리 마르그리트 니콜레(1812-1905)의 차남으로 태어났다. 집안은 드롬 지방의 소지주이면서 시장을 배출하였는데, 에밀 루베의 아버지인 오귀스탱 루베가 26년간 마르산 시장을 역임하였다.
에밀 루베는 삼남매 중 차남이었는데, 맏형 조제프 오귀스트(1837-1916)는 이후 의학을 전공하여 의사가 되었으며, 여동생으로 펠리시(1842-1892)가 있었다.
에밀 루베는 법학을 전공하여 1863년 5월 17일 박사 학위를 취득하였다. 이후 몽텔리마르에 정착한 에밀 루베는 1869년 8월 18일, 마리 루이즈 피카르(Marie-Louise Picard, 1843-1925)라는 여인과 그곳에서 결혼하여 총 4명의 자녀, 마르그리트, 드니, 폴, 필리베르 에밀을 낳았다.

### 정계 생활

#### 정계 입문
1870년, 몽텔리마르 시장이 되었고, 이때부터 레옹 강베타의 지지자가 되었다. 1876년 몽텔리마르에서 하원의원으로 선출된 그는 1877년 5월 16일 헌정위기 사태에서 브로이 공작 알베르트에 대한 불신임안을 가결시키는 데 동참하였다. 재선된 후 교육분야에 전념했는데 비종교적인 교육과 무상·의무 교육 정책을 추진했다. 1880년 그는 드롬 평의회 의장이 되었다. 제2의 쥘 페리 사역에 대한 그의 지지와 프랑스의 식민지 확장에 대한 그의 열정은 온건파 공화당에 상당한 비중을 두었다. 1885년 상원의원이 되었으며 1887년 12월부터 1888년 3월까지 티라르 내각의 공공사업부 장관이 되었다. 1892년 개인적인 친구였던 사디 카르노 대통령의 요청으로 국무회의 의장 겸 내무부 장관직을 맡아 일했다.

#### 파나마 운하 스캔들
파나마 운하 건설사업과 관련하여 뇌물을 받은 정치인들로 인해 제 3공화국이 위기에 봉착했다. 수에즈 운하(1859~69) 건설에 성공한 레셉스가 민간회사를 설립하여 1881년부터 파나마 운하 건설을 시작했다. 그러나 말라리아와 황열병등 예상치 못했던 문제와 자금 고갈등으로 1889년 파산하고 운하 건설은 중단되었다. 파산전 모집한 복권부 사채를 입법화 할 때 유대인 금융자본가를 통하여 정부의 각료들과 국회 의원들이 매수되었다는 사실이 1892년 가을에 반유대계 신문 <자유 언론>에 의해 폭로되어 파문이 확산되었다. 여론이 악화되자 루베는 11월에 국무회의 의장에서 사임하였고 다음해 1월에 내무부 장관직에서도 물러났다. 또한 클레망소등 공화파 의원들이 대거 퇴진하였다. 이 사건으로 인해 제 3공화국은 보수화되었고 유대인에 대한 국민정서는 더욱 악화되었다.

#### 드레퓌스 사건

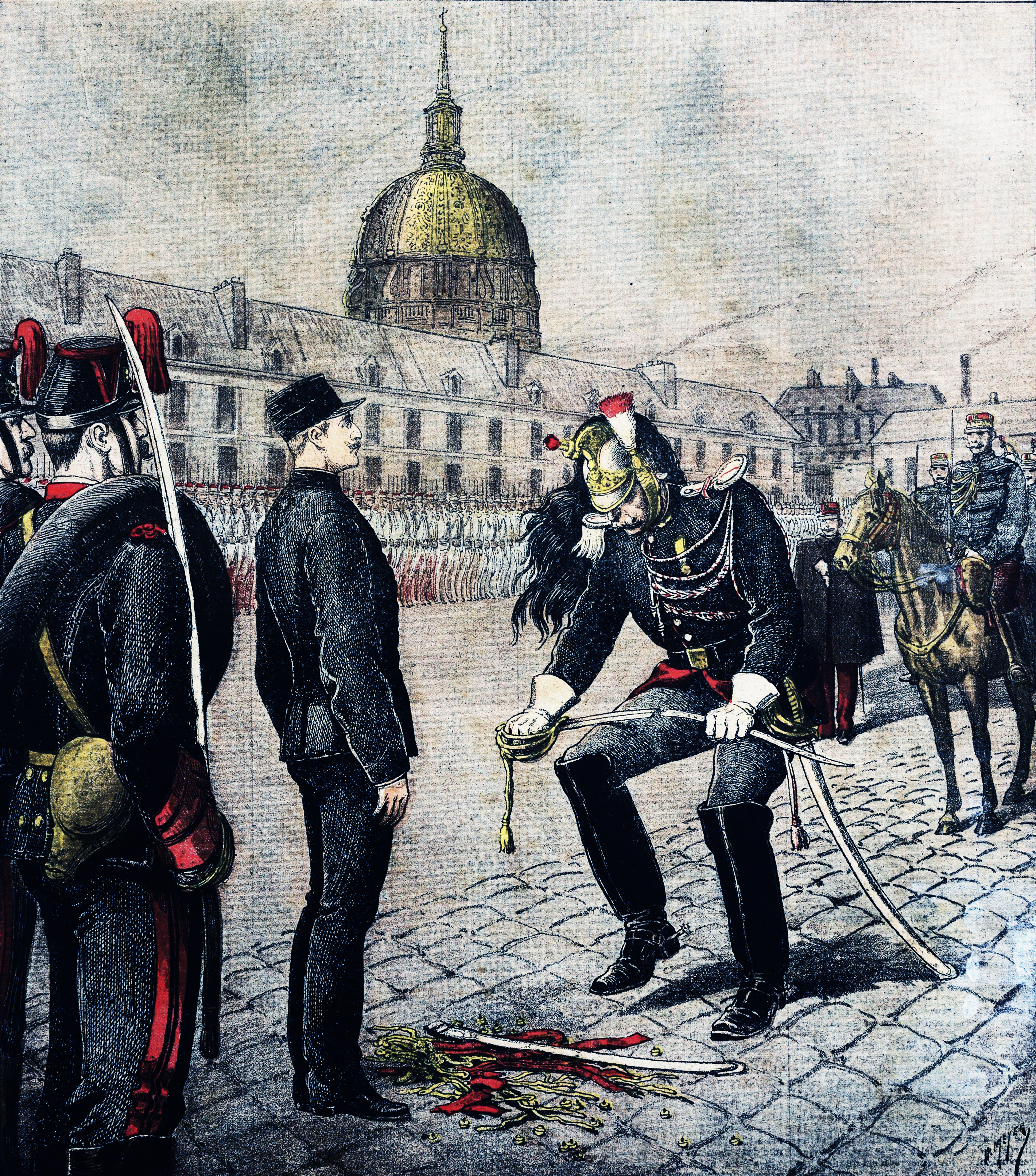
드레퓌스 군적 박탈식(1895년 1월 5일)

파나마 운하 스캔들로 인해 프랑스 대혁명(1789년)이후 잠재되었던 반유대주의가 다시 팽배해진 가운데, 1894년 10월 유대인 출신 포병대위 드레퓌스가 간첩혐의로 체포되었다. 군사재판에서 유죄를 선고받았으나 증거가 분명치 않은 가운데 보불전쟁(1870~71)이후 형성된 애국주의, 군국주의 그리고 반유대 정서라는 시류에 편승하여 감정적인 판결이 내려진 것이다. 1897년 진범이 체포되었으나 군부는 대국민 신뢰 추락을 피하기 위해 사건을 은폐하고 증거를 조작한후 이듬해 진범 에스테라지 소령을 무죄로 석방하였다. 이런 사실에 용기 있는 지식인들이 분노하며 군부를 비판하였고 특히 에밀 졸라는 '나는 고발한다'는 글을 신문에 투고하여 군부의 부도덕성을 대중에게 고발하며 진실을 알리고자 했다.
에밀 졸라의 글은 가히 폭발적인 사회적 파장을 불러 일으켰다. 프랑스 사회는 드레퓌스 사건의 재심을 요구하는 재심요구파와 재심반대파로 분열되었고, 준 내전 사태에 이를 정도로 양진영은 본격적으로 격렬한 투쟁에 돌입하였다. 시위, 폭동, 테러, 폭력사태, 유혈충돌이 빈번하였고 정치 쟁점화 되면서 프랑스 제3공화국의 존립마저 흔들렸다. 또한 미국을 비롯한 국제사회도 이 사건에 대해 주목하기 시작하였다. 사건은 예상치 못했던 일들이 발생하며 급반전되었다. 증거조작의 주범이었던 앙리 중령이 1898년 8월 자살하고 진범 에스테라지는 해외로 도주하였으며 재심을 반대하였던 펠릭스 포르 대통령이 1899년 2월에 급사한 것이다. 재심반대파는 큰 타격을 받았고 세력이 급격히 위축되었다.

### 대통령 재임

#### 선거

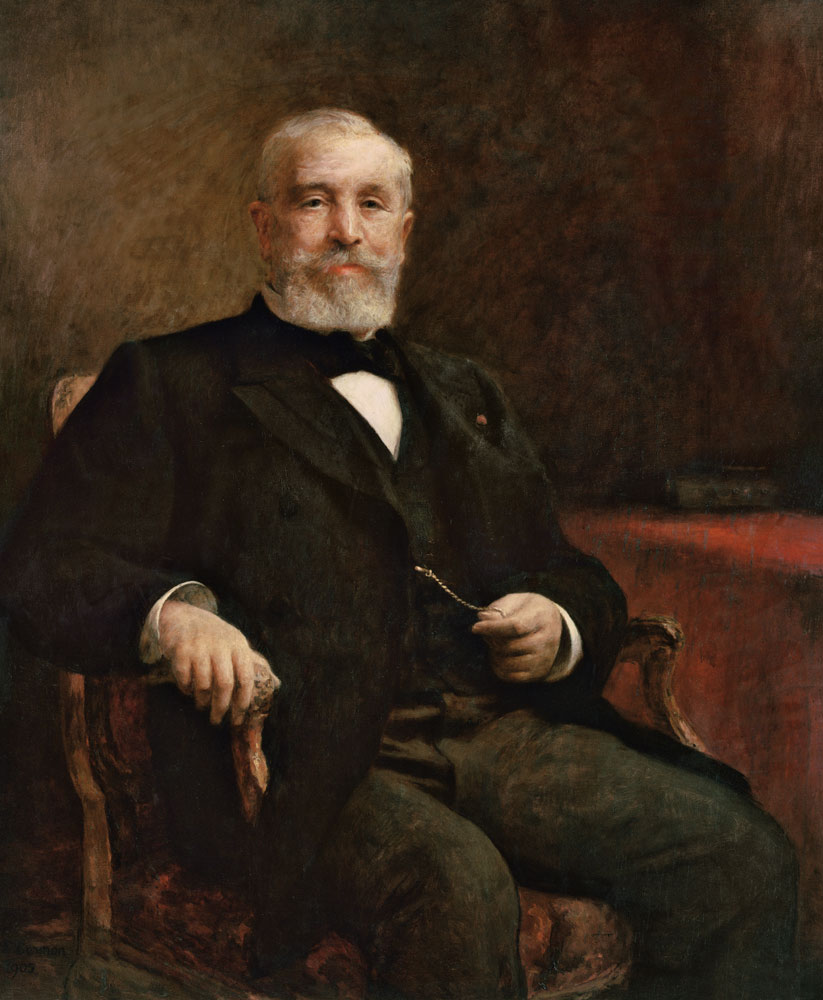
에밀 루베 대통령 초상화.

전 대통령 펠릭스 포르의 갑작스런 사망으로 대선이 일찍 열렸다. 대선을 앞둔 프랑스는 반드레퓌스파와 드레퓌스파로 갈라졌다. 전 대통령 펠릭스 포르가 살아있었더라면 그는 아마도 드레퓌스 사건의 재판결을 반대한 이들을 지지했을 것이다.
얼마 안 가서 두 대선 후보가 등장했다. 바로 에밀 루베와 쥘 멜린이다. 1897년에 "드레퓌스 사건이란 없다"고 선언하였듯, 멜린은 반드레퓌스파였다.
멜린의 등장에 머지 않아 루베의 이름도 유력 대선 후보로 입방아에 오르내리기 시작했는데, 루베는 드레퓌스 사건에 대해 단 한 마디도 의견을 표하지 않았다. 루베는 그 문제에 대해 철저하게 중립을 지켰다. 이 같은 철저한 루베의 중립 지키기는 반드레퓌스파와 타협하지 않겠다는 그의 의지를 보여준 것이나 다름 없었기에, 루베는 서서히 드레퓌스파의 영웅이 되었다. 조르주 클레망소는 그를 열렬히 지지했다. 공화파들은 단일 후보를 원했으나, 급진적인 후보를 원하지는 않았다. 루베는 전 대통령이자 전 국무회의 의장이었던 사디 카르노의 후임으로 국무회의 의장직에 재임한 적이 있었으며, 대선 당시에는 상원 의장을 맡고 있었기에 정치 경험이 풍부했다. 이러한 루베가 대선에 출마한다는 사실을 알게되자 쥘 멜린은 대선 후보에서 사퇴했다.
1899년 2월 18일 베르사유에서 모인 의원들로부터 쥘 멜린이 279표를(대선 후보에서 사퇴를 했음에도 표를 얻었다), 에밀 루베는 483표를 얻으며, 에밀 루베가 프랑스 공화국 대통령에 당선되었다. 이 선거는 이어진 두 사건에 직접적인 영향을 주었다. 먼저 폴 데룰레드라는 이가 제3공화국을 무너뜨리고자 쿠데타를 기도하였으나 실패로 끝났다. 한편 에밀 루베는 오퇴유 경마장 관람석에서 크리스티아니 남작에게 지팡이로 구타당했다. 남작은 4년형을 받고 수감되었다.
대통령에 취임하자마자, 공화정에 대한 국가주의자들과 왕당파의 맹렬한 반대, 급진파와 사회주의자들의 반종교적 논쟁과 맞닥뜨린 에밀 루베는 헌법으로 제한된 권력에도 불구, 이들의 유화와 결속을 위해 노력했다. 임기 동안 단 네 명의 국무의회 의장을 지명한 것(샤를 뒤퓌, 피에르 발데크루소, 에밀 콩브, 모리스 루비에)에서 볼 수 있듯, 루베의 대통령 임기는 제3공화국에서 가장 안정적인 시기 중 하나였다.

#### 드레퓌스 특별사면
드레퓌스 재심에 긍정적인 에밀 루베가 취임하자, 전술하였듯 위기감을 느낀 재심반대파가 폴 데룰데드를 중심으로 전 대통령 펠릭스 포르의 장례식날 쿠데타를 시도했으나 실패로 끝났다. 또한 1899년 6월 4일, 재심반대파이던 크리스티아니 남작이 지팡이를 휘둘러 에밀 루베의 머리를 가격하는 테러가 벌어지기도 했다. 이처럼 드레퓌스 사건은 해결해야만 하는 사회적 정치적인 큰 사건이었다. 1899년 6월 문제를 해결하기 위해서 발데크루소에게 내각을 위촉했는데, 파리 코뮌을 타도한 경험이 있는 갈리페 장군과 사회주의자 밀랑을 동시에 입각시키는등 공화파와 좌파 세력을 설득하여 단결시키는 데 성공한다.
좌파의 단결로 드레퓌스 사건의 재심이 결정되었으나 1899년 9월에 열린 재심에서 드레퓌스는 10년형을 선고받는 데 그치고 말았다. 재심결과에 대해 재심요구파(드레퓌스파)가 분노하며 시위가 이어졌고 프랑스에 대한 유럽 여론이 악화되었으며 이듬해 개최 예정인 파리 만국박람회를 보이콧하겠다는 결의가 채택되었다. 국방장관 갈리페 장군의 조언에 따라 드레퓌스에 대해 특별사면령을 내렸다. 드레퓌스 동지들은 거부하기를 권고했으나 드레퓌스와 그의 가족들을 설득하여 이들이 특별사면을 받아들임에 따라 사건을 일단락 지을 수 있게 되었다. (1906년 2차 재심에서 드레퓌스는 무죄를 선고받고 복권되었다.)

#### 대외 정책

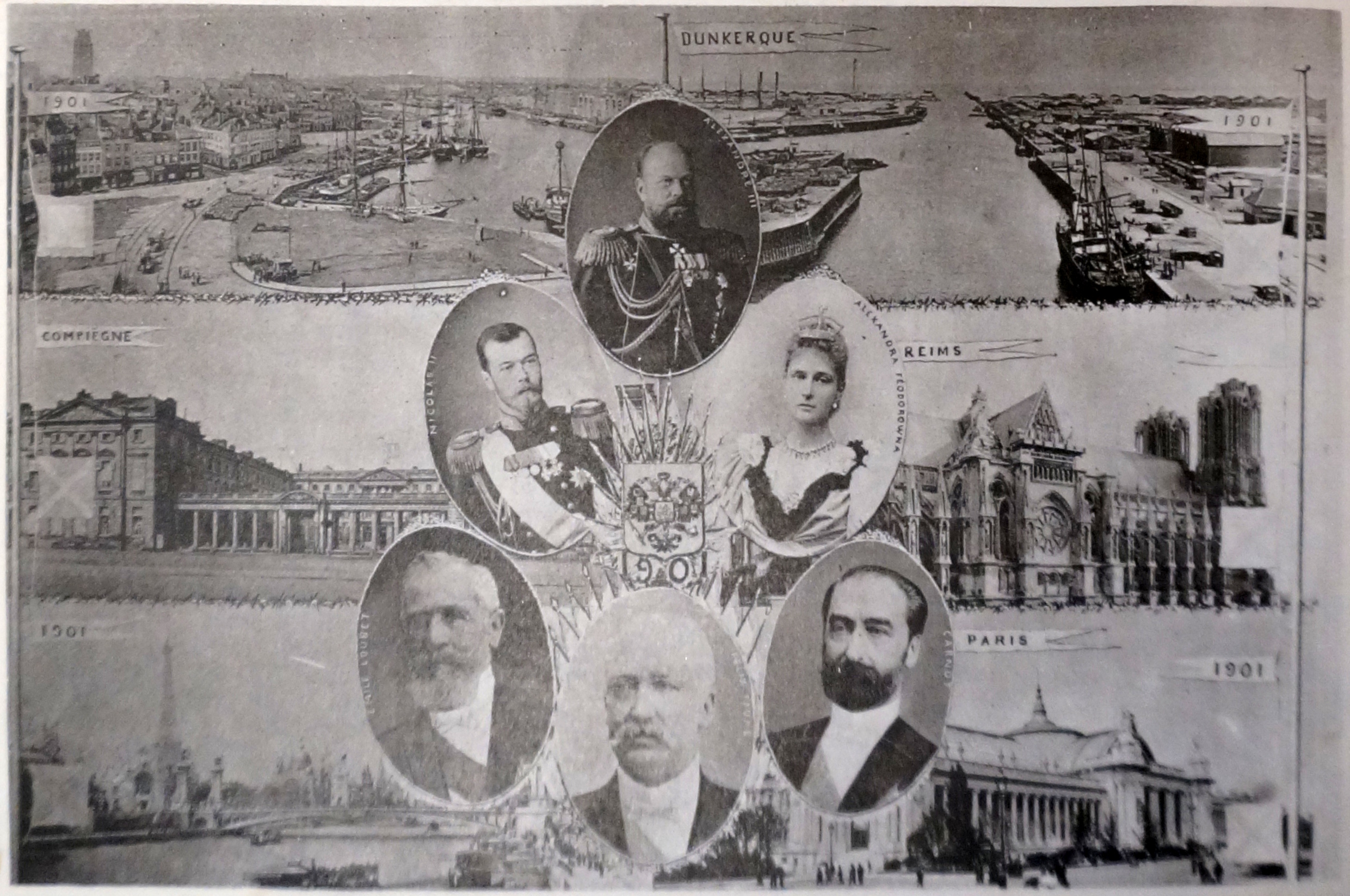
1901년 니콜라이 2세 방불 기념 엽서.

루베 대통령은 무엇보다 대외 정책에 주목하였다. 에밀 루베는 정부 각료들에게 조언을 주기도 하면서 대외 정책의 큰 틀을 잡았다.
또한 에밀 루베의 7년 임기 중 주목할 만한 사건으로는 러불동맹을 만들고 영국과의 친선을 꾀한 적극적인 외교 활동이 언급되곤 한다. 루베는 1901년 9월 프랑스에 방문한 니콜라이 2세를 맞이했으며, 1902년에는 루베가 직접 공식적으로 러시아에 방문했다.
루베는 이탈리아와의 관계 개선에도 나섰는데, 1900년, 프랑스의 모로코 보호령을 인정하는 대신, 리비아에 눈독들인 이탈리아의 이해 관계를 인정해 주겠다는 합의를 맺었다.
1901년, 루베는 이탈리아에서 가장 높은 등급의 서훈인 성 안눈치아타 훈장을 받았으며, 1904년 이탈리아 국왕 비토리오 엠마누엘레 3세가 파리에 방문한 것에 뒤이어 루베는 로마를 방문하게 되었다. 루베의 방문은 통일 이탈리아가 당시 교황령이었던 로마를 함락한 이후 이뤄진 최초의 공식적인 로마 방문이었는데, 교황 비오 10세는 이에 대하여 공식적으로 항의했다.
1905년 5월 31일, 파리를 방문한 스페인 국왕 알폰소 13세를 노린 암살이 있었는데 루베는 천운으로 이를 피했다. 두 개의 투척 폭탄이 로앙 가와 리볼리 가의 교차로에서 던져졌다. 17명이 부상을 입었으나 주동자는 밝혀지지 않았다.

#### 파리 만국 박람회
20세기를 맞이하는 첫 국제 행사로, 지난 19세기의 과학·예술·건축·산업 등 여러 분야의 성과를 보여줌과 동시에 지난 세기를 기념하고 다음 세기를 향한 발전을 가속하자는 의미에서 1900년 4월 14일부터 11월 12일까지 프랑스 파리에서 세계 박람회를 개최하였다. 만국박람회의 개최를 위해 파리 곳곳에 대형 전시관이 세워졌고, 약 83,000명이 출품했다. 이 박람회에서 널리 선보였던 건축 양식이 바로 '아르누보'였다. 총 관람객수가 5000만 명에 달한 박람회에서는 수많은 기계와 발명품, 그리고 건축물들이 전시됐는데 그 중에는 그랑드 루 드 파리 대관람차, 마트료시카 인형, 디젤 엔진, 유성영화, 에스컬레이터, 텔레그라폰 (최초의 자석식 녹음기) 등 지금도 널리 알려져 있는 것들도 등장했다.

#### 임기 끝

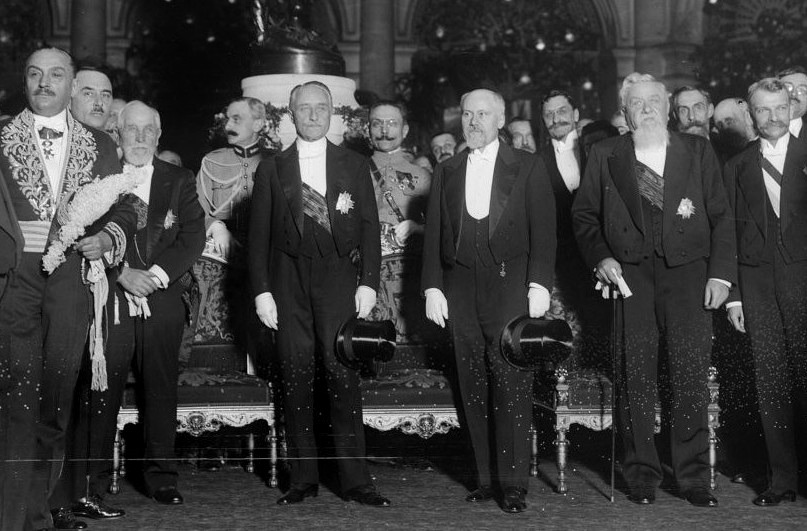
에밀 루베와 후임 대통령 폴 데샤넬, 레몽 푸앵카레, 아르망 팔리에르 (1920년 2월 18일).

1906년, 도중 사임하지 않고 임기를 모두 채운 제3공화국의 첫 번째 대통령으로서, 에밀 루베는 7년간의 임기를 마치고 엘리제 궁을 떠났다. (루베 이전에도 쥘 그레비 대통령이 첫 7년 임기를 채우기는 했지만, 그레비는 재선 후 다음 임기에서 1887년 장식 스캔들로 인하여 사임하였다.)

### 퇴임과 사망
에밀 루베는 대통령 임기를 마치며 정계에서도 은퇴하였다. 1929년 12월 20일, 에밀 루베는 90세의 나이로 서거하였다. 루베는 생-라자르 드 몽테리마르 묘지에 매장되었다.
에밀 루베는 85년이 넘는 세월 동안 가장 장수한 프랑스 대통령으로 자리매김하였으나, 2017년 1월 22일을 기점으로 발레리 지스카르 데스탱이 루베의 나이를 넘기게 되며 루베는 두 번째로 장수한 프랑스 대통령이 되었다.
뿐만 아니라 에밀 루베는 마찬가지로 발레리 지스카르 데스탱에 이어서 대통령 임기 종료 시점에서의 나이가 두 번째로 많은 프랑스 대통령이기도 하다. 루베 자신의 유언에 따라 자식들은 그를 국립묘지에 매장하길 거절했다.

## 임기 및 직무 상세

### 몽텔리마르
- 1870년 - 1877년 : 몽텔리마르 시장
- 1878년 - 1899년 : 몽텔리마르 시장

### 의회
- 1876년 - 1885년 : 하원의원 (드롬 지역구)
- 1885년 - 1899년 : 상원의원 (드롬 지역구)
  - 1896년 - 1899년 : 상원의장

### 내각
- 1887년 12월 12일 - 1888년 4월 3일: 공공사업부 장관 (티라르 내각)
- 1892년 2월 27일 - 1892년 11월 28일 : 국무회의 의장 겸 내무장관
- 1892년 12월 6일 - 1893년 1월 11일 : 내무장관 (리보 내각)

### 프랑스 공화국 대통령
- 1899년 2월 18일 - 1906년 2월 18일 : 프랑스 공화국 대통령

#### 대통령 선거 결과
| 선거명      | 직책명        | 대수 | 정당             | 득표율 | 득표수 | 결과 | 당락 |
| ----------- | ------------- | ---- | ---------------- | ------ | ------ | ---- | ---- |
| 1899년 선거 | 프랑스 대통령 | 8대  | 민주 공화국 동맹 | 59.48% | 483표  | 1위  |      |

## 서훈
- 1899년 : 레지옹 도뇌르 그랑크루아
  - 1899년-1906년 : 프랑스 공화국 대통령으로서 레지옹 도뇌르 단장
- 1901년 : 성 안눈치아타 기사단 (이탈리아)
- 1901년 : 성 안드레야 기사단 (러시아 제국)
- 1902년 : 황금양모 기사단 (스페인)
- 1904년 : 노르웨이 사자 기사단
- 1902년 : 대 차크리 훈장 (태국)
- 1899년 : 세라팽 기사단

## 같이 보기
- 라이시테
- 세속주의
- 반교권주의
- 몽텔리마르
- 마리위스 샹봉

### 관련 목록 문서
- 프랑스 대통령 목록
- 프랑스 정부 수반 목록
- 프랑스 상원의장 목록
- 드롬 상원의원 목록
- 드롬 하원의원 목록
- 몽텔리마르 시장 목록